# بيرتولد ياكوب
بيرتولد ياكوب (بالألمانية: Berthold Jacob)‏ هو صحفي ألماني، ولد في 12 ديسمبر 1898 في لشبونة في البرتغال، وتوفي في 26 فبراير 1944 في برلين في ألمانيا.

## وصلات خارجية
- بيرثولد ياكوب على موقع مونزينجر (الألمانية)